# أولريش فيكنر
أولريش فيكنر (بالألمانية: Ullrich Fichtner) (و. 1965  م) هو صحفي، وكاتب ألماني، ولد في هوف.

## جوائز
حصل على جوائز منها:
- جائزة ثيودور وولف [الإنجليزية]‏
- Egon Erwin Kisch Prize [الإنجليزية]‏